# Marc Minguell
Marc Minguell Alférez (Barcelona, 14 de enero de 1985) es un jugador español de waterpolo del Club Esportiu Mediterrani.
Es internacional absoluto con la selección española desde 2002 y con ella se ha proclamado subcampeón en el Mundial de Roma 2009.

## Clubes
- Club Esportiu Mediterrani ( España)
- Club Natación Martiánez ( España)
- Club Natació Atlètic Barceloneta ( España)
- Circolo Nautico Posillipo ( Italia)
- Club Natació Atlètic Barceloneta ( España)
- Club Esportiu Mediterrani ( España)

## Títulos
Selección española
- 5.º en el Campeonato del Mundo de Shanghái de 2011
- Plata en el Campeonato del Mundo de Roma 2009
- 5.º en los Juegos Olímpicos de Pekín 2008
- 7.º en el Campeonato de Europa de Málaga de 2008
- Bronce en el Campeonato del Mundo de Melbourne de 2007
- Bronce en el Campeonato de Europa de Belgrado de 2006
- Medalla de bronce en la Copa del Mundo Budapest 2006
- Medalla de plata en la Liga Mundial Atenas 2006
- Oro en los juegos del Mediterráneo de 2005
- Medalla de bronce. Campeonato del Mundo Júnior. Mar del Plata 2005
- 7.º en el Campeonato de Europa Júnior Malta 2004
- 4.º en el Campeonato de Europa Juvenil Estambul 2003
- 7.º en el Campeonato de Europa Júnior Bari 2002

Clubes
- 1 Liga de Campeones (2014)[1]
- 1 Supercopa de Europa de waterpolo masculino (2014)
- 5 Liga española de waterpolo masculino (2008, 2009, 2010, 2011, 2014)
- 5 Copa del Rey de waterpolo masculino (2008, 2009, 2010, 2014, 2015)
- 4 Supercopa de España de waterpolo masculino (2008, 2009, 2010, 2013)